# Tweede Kamerverkiezingen 2010/Kandidatenlijst/D66

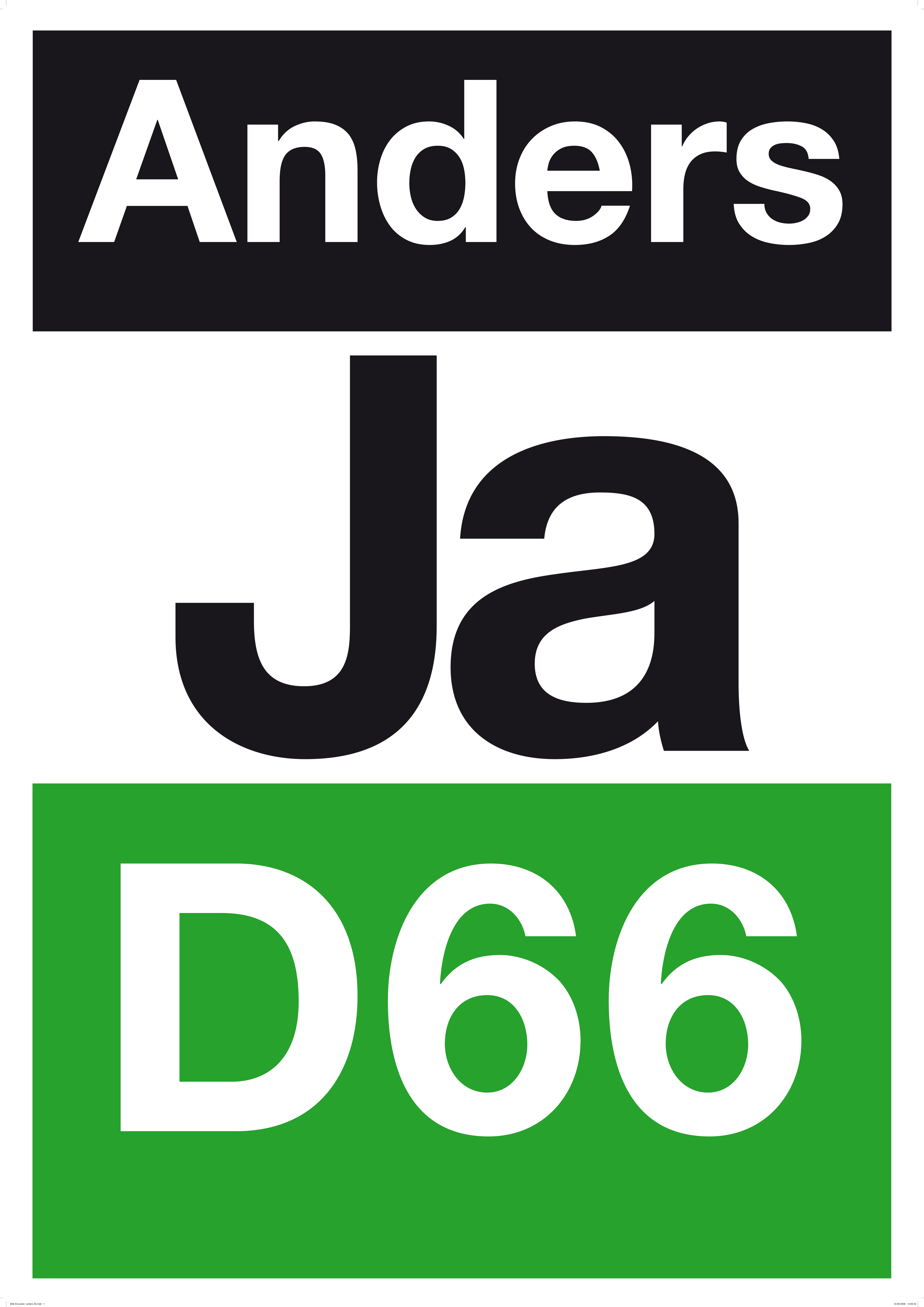
Campagneposter

De kandidatenlijst voor de Tweede Kamerverkiezingen 2010 van D66 werd op een partijcongres op 17 april 2010 door de aanwezige partijleden vastgesteld. 

## De lijst
- vet: verkozen
- schuin: voorkeurdrempel overschreden

1. Alexander Pechtold - 507.187
2. Boris van der Ham - 42.296
3. Magda Berndsen-Jansen - 36.151
4. Gerard Schouw - 1.594
5. Fatma Koşer Kaya - 18.837
6. Wassila Hachchi - 3.863
7. Stientje van Veldhoven-van der Meer - 3.441
8. Wouter Koolmees - 1.927
9. Kees Verhoeven - 953
10. Marty Smits - 970
11. Judith Swinkels 2.437
12. Jan Paternotte - 1.280
13. Pia Dijkstra - 15.705
14. Maas Goote - 556
15. Steven van Weyenberg - 387
16. Christa Meindersma - 1.052
17. Mieke Ansems - 896
18. Fleur Gräper-van Koolwijk - 3.560
19. Meine Henk Klijnsma - 278
20. Jeroen Bartelse - 369
21. Wimar Jaeger - 666
22. Gerhard Mulder - 435
23. Michiel Verkoulen - 330
24. Ad van Vugt - 133
25. Marieke van den Akker - 385
26. Thijs Mulder - 1.362
27. Kees de Zeeuw - 850
28. Paul Wessels - 608
29. Mark Sluiter - 432
30. Constantijn Dolmans - 104
31. Marion Wichard-den Boggende - 308
32. Bart Vink - 186
33. Robert Farla - 120
34. Raoul Boucke - 136
35. Maudy Keulemans - 285
36. Karen Jedema - 208
37. André Hoogendijk - 127
38. Frederique Petit - 285
39. Iwan Rutjens - 83
40. Meine Oosten - 248
41. Martin Maassen - 338
42. Robin Hartogh Heys - 344
43. Jurr van Dalen - 232
44. Rineke Gieske-Mastenbroek - 566
45. Paul de Winter - 114
46. Joke Geldhof - 166
47. Marianne Spangenberg-Carlier - 241
48. Bob van den Bos - 85
49. Arthie Schimmel - 402
50. Luc Verburgh - 649

1967 · 1971 · 1972 · 1977 · 1981 · 1982 · 1986 · 1989 · 1994 · 1998 · 2002 · 2003 · 2006 · 2010 · 2012 · 2017 · 2021 · 2023
CDA · PvdA · SP · VVD · PVV · GroenLinks · ChristenUnie · D66 · PvdD · SGP · Nieuw Nederland · TON · MenS · Heel Nederland · Partij één · Lijst 17 · Piratenpartij · Lijst 19 (EPN)